# Landesforst Mecklenburg-Vorpommern
Die Landesforstanstalt Mecklenburg-Vorpommern (übergangsweise bis zum 2. Juni 2026 auch „Landesforst Mecklenburg-Vorpommern – Anstalt des öffentlichen Rechts“) ist eine rechtsfähige Anstalt des öffentlichen Rechts in Mecklenburg-Vorpommern. Sie hat ihren Sitz in Malchin.
Errichtet wurde die Anstalt zum Schutz und zur Mehrung des Waldes, zur nachhaltigen Sicherung seiner sozialen, ökonomischen, ökologischen und kulturellen Funktionen sowie zur Entwicklung des ländlichen Raumes.
Träger der Anstalt ist das Land Mecklenburg-Vorpommern. Bis zum Inkrafttreten des Gesetzes zur Errichtung der Landesforstanstalt gehen die Aufgaben der Landesforstverwaltung und des Landesamtes für Forsten und Großschutzgebiete auf die Landesforstanstalt über. Die Landesforstanstalt ist ein gemeinwohlorientiertes Unternehmen des Landes.

## Aufgaben
Neben der Bewirtschaftung des anstaltseigenen Waldes (eigener Wirkungskreis) nimmt die Landesforstanstalt folgende Aufgaben als übertragenen Wirkungskreis wahr:
- Förderung des Privat- und Körperschaftswaldes,
- Vorbereitung der forstlichen Rahmenplanung,
- Standorterkundung, Waldbiotop- und Naturraumkartierung,
- forstliches Monitoring,
- Durchführung des forstlichen Forschungs- und Versuchswesens,
- Durchführung des Wildwirkungsmonitorings
- Führung des Waldverzeichnisses,
- Durchführung forstrechtlicher Verwaltungsverfahren,
- Ausübung der Forstaufsicht,
- Wahrnehmung der Naturschutzaufgaben nach dem Landeswaldgesetz,
- Durchführung und Unterstützung von Maßnahmen der Waldpädagogik, Natur- und Umweltbildung und des Waldtourismus,
- Ausbildung.

## Gesetzliche Grundlage
Die Landesforstanstalt wurde per Gesetz (Gesetz zur Errichtung der Landesforstanstalt, 11. Juli 2005, GS Meckl.-Vorp. Gl. Nr. 790 - 3) errichtet. Es trat am 1. Januar 2006 in Kraft und gibt, neben den Landesgesetzen zu Wald und Jagd, den Handlungsraum vor. Die letzte berücksichtigte Änderung erfolgte durch Artikel 11 des Gesetzes vom 30. Juni 2022 (GVOBl. M-V S. 400, 407).